# (39509) Kardashev
(39509) Kardashev est un astéroïde de la ceinture principale.

## Description
(39509) Kardashev est un astéroïde de la ceinture principale. Il fut découvert le 22 octobre 1981 à Naoutchnyï par Nikolaï Tchernykh. Il présente une orbite caractérisée par un demi-grand axe de 2,80 UA, une excentricité de 0,23 et une inclinaison de 8,4° par rapport à l'écliptique.

## Compléments